# How Could You, Jean?
How Could You, Jean? is een stomme film uit 1918 onder regie van William Desmond Taylor.

## Verhaal
Nadat een socialiste haar fortuin verliest, wordt ze een kokkin. Tijdens deze occupatie wordt ze verliefd op een chauffeur, die later een miljonair blijkt te zijn.

## Rolverdeling
| Acteur              | Personage      |
| ------------------- | -------------- |
| Mary Pickford       | Jean Mackaye   |
| Casson Ferguson     | Ted Burton jr. |
| Spottiswoode Aitken | Rufus Bonner   |
| Herbert Standing    | Burton sr.     |
| Fanny Midgley       | Mevr. Bonner   |
| Lawrence Peyton     | Oscar          |
| Zasu Pitts          | Oscars liefje  |
| Joan Marsh          | Morley kind    |